# Route nationale 33 (Argentine)
Pour les autres articles nationaux ou selon les autres juridictions, voir Route nationale 33.

Tracé de la route nationale 33 argentine.

La Ruta Nacional 33 est une route argentine, qui lie les provinces de Buenos Aires à Bahía Blanca et de Santa Fe à Rosario. Elle s'étend sur quelque 795 km de route totalement asphaltée.
Quand elle traverse le Parc national Los Cardones sur 18 kilomètres en ligne droite, elle prend le nom de Recta Tin Tin.

## Intersections principales

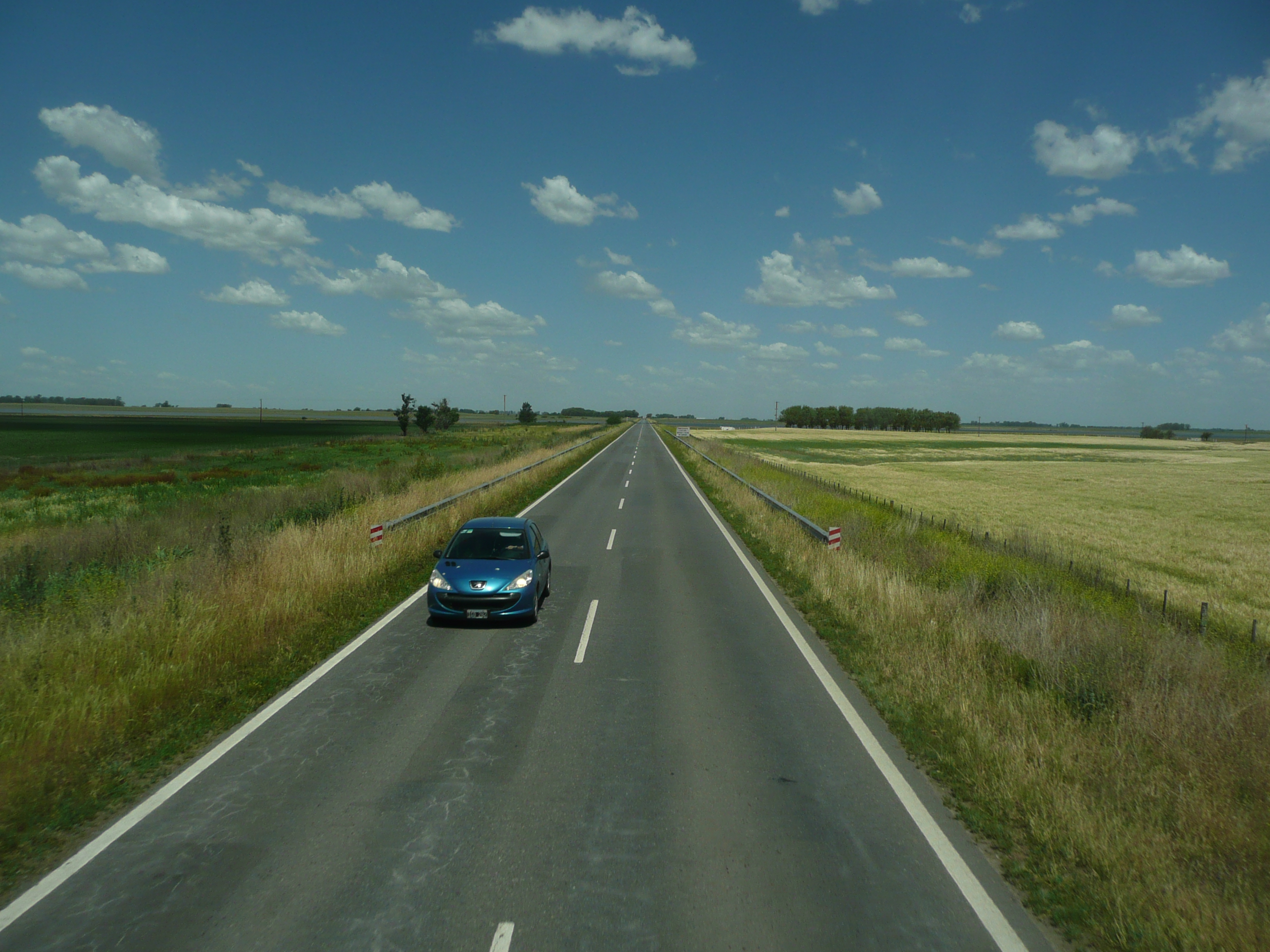
La RN 33 argentine

- RN 3, RN 35 et RN 51 à Bahía Blanca
- RN 76 à Tornquist
- RN 60 à Guaminí
- RN 5 à Trenque Lauquen
- RN 7 à Rufino
- RN 8 à Venado Tuerto
- RN 9 et RN 14 à Rosario

## Lieux
- Parc national Los Cardones
- Vallées Calchaquíes